# Municipio de Pleasant Prairie (Dakota del Norte)
El municipio de Pleasant Prairie (en inglés: Pleasant Prairie Township) es un municipio ubicado en el condado de Eddy en el estado estadounidense de Dakota del Norte. En el año 2010 tenía una población de 32 habitantes y una densidad poblacional de 0,35 personas por km².

## Geografía
El municipio de Pleasant Prairie se encuentra ubicado en las coordenadas 47°37′25″N 98°56′12″O / 47.62361, -98.93667. Según la Oficina del Censo de los Estados Unidos, el municipio tiene una superficie total de 90.16 km², de la cual 89,52 km² corresponden a tierra firme y (0,71 %) 0,64 km² es agua.

## Demografía
Según el censo de 2010, había 32 personas residiendo en el municipio de Pleasant Prairie. La densidad de población era de 0,35 hab./km². De los 32 habitantes, el municipio de Pleasant Prairie estaba compuesto por el 100 % blancos. Del total de la población el 0 % eran hispanos o latinos de cualquier raza.